# Pauly Fuemana
Pauly Lawrence Fuemana, novozelandski pevec, tekstopisec in glasbenik, * 8. februar 1969, Auckland, Nova Zelandija, † 31. januar 2010, North Shore City, Nova Zelandija.
Fuemana se je širšim množicam predstavil kot pevec glasbene skupine OMC (Otara Millionaires Club), v kateri je v duetu sodeloval skupaj z Alanom Janssonom. Fuemana in Jansson sta zaslovela leta 1995, ko sta izdala mednarodno uspešnico »How Bizarre«. Pesem še danes velja za najbolje prodajani novozelandski glasbeni izdelek.

## Zgodnje življenje
Fuemana se je rodil v Aucklandu, staršema Takiulaju Fuemani in Merelyn Fuemana. Po poreklu je napol Maor in napol Niuejec. Njegov oče Takiula Fuemana je prvotno živel v Mutalauju, Niue, preden je emigriral na Novo Zelandijo. Njegova mati izvira iz maorskega plemena Taranaki. Fuemana je bil v družini najmlajši izmed štirih otrok.
Odraščal je v Otari, revnem predmestju Južnega Aucklanda z večinskim polinezijskim in maorskim prebivalstvom.

## OMC
Skupino OMC je ustanovil Paulyjev starejši brat Phillip Fuemana, ki jo je predal naprej Paulyju. Poleg Paulyja Fuemane je v skupini sodeloval še Alan Jansson. Leta 1995 je skupina dosegla mednarodno slavo, ko je pesem »How Bizarre« z istoimenskega albuma How Bizarre postala svetovna uspešnica. Skupina OMC je leta 1998 prenehala z delovanjem, a sta Fuemana in Jansson leta 2007 sicer le za kratek čas znova stopila skupaj in obudila skupino.
Pesem »How Bizarre,« ki so jo leta 1996 na podelitvi Novozelandskih glasbenih nagradih izbrali za pesem leta, se je zavihtela na vrh več mednarodnih glasbenih lestvic, med drugim v Avstraliji, Avstriji, Kanadi, Irski in Novi Zelandiji. V Avstriji je na vrhu ostala dva tedna, na Irskem in na Novi Zelandiji tri tedne ter v Avstraliji pet tednov. Leta 2002 so pesem uvrstili še na 71. mesto lestvice 100 največjih enkratnih glasbenih čudežev.
Fuemana je velikokrat pripovedoval o uspešnici: »Vanjo sem vstavil veliko skritih zgodb, tako da so lahko ljudje brali med vrsticami in zaznali o čem govori. S tem smo se izognili neposrednemu pripovedovanju: Ja, ustavila nas je policija, moj prijatelj si je razbil glavo, aretirali so nas in odkrili nekaj marihuane.« Citat je vzet iz Fuemanovega intervjuja za Reuters iz leta 1997.
Fuemana je leta 2006 razglasil bankrot, s čimer je izgubil dom in preostalo lastnino. Z bankrotom je izgubil tudi avtorske pravice za svoje pesmi. Njegov starejši brat Phil Fuemana, ki je izumil polinezijsko mešanico hip-hopa in R&B-ja, je umrl leta 2005 v starosti 41 let.

## Smrt
Pauly Fuemana je umrl 31. januarja 2010 po dolgem boju s kronično nalezljivo demielinacijsko nevropatijo. Zaradi bolezni mu je na koncu v bolnišnici North Shore Hospital, North Shore City, odpovedal dihalni sistem. Umrl je kmalu po svojem 41. rojstnem dnevu. Pred smrtjo je njegovo zdravje doživljalo več let stalnega upadanja. Nekaj mesecev pred smrtjo je trpel za nevrološkimi težavami, zaradi katerih je staknil pljučnico. V tednu njegove smrti se je uspešnica »How Bizarre« znova povzpela na novozelandsko glasbeno lestvico, na kateri je zasedla 40. mesto.
Fuemano je preživela žena Kirstine Fuemana, s katero se je poročil leta 2002. Fuemana je imel šest otrok, od tega pet s Kirstine Fuemana. Hčerka, ki je ni imel s Kirstine, se je pojavila le malo pred njegovo smrtjo in danes prebiva v mestu Christchurch.
Njegov pogreb je potekal 5. februarja 2010 v Newtonu, Nova Zelandija. Med 200 obiskovalci, ki so se želeli še zadnjič posloviti od pokojnika, so bili reperji Dei Hamo, Ermehn in Darryl Thompson - DLT in Len Brown, župan mesta Manukau City.